# Héctor Colomé
Héctor Buffa Colomé, más conocido como Héctor Colomé (Córdoba, Argentina; 25 de octubre de 1944 - Madrid, España; 28 de febrero de 2015), fue un actor hispano-argentino afincado en España desde 1976 hasta su fallecimiento en 2015.

## Biografía
Estudió Ciencias y Económicas y Teatro en la Universidad Nacional. Debutó sobre un escenario a los 15 años. Recibió el premio de Teatro en 1970.
Pronto se instaló en España, donde representó la obra de Calderón de la Barca Absalón (1983). Paralelamente combinó trabajos cinematográficos como Redondela (1987) con otros teatrales: La gran pirueta (1986), Cantando hago camino (1986), Dios está lejos (1987).
Trabajó como actor de doblaje en la serie Los Caballeros del Zodiaco (1990) doblando, principalmente, a Ikki del Fénix (sustituyendo a Ruperto Ares), aunque también prestó su voz a muchos otros personajes como Mu de Aries, Albiore de Cefeo, Aioros de Sagitario, Eo de Escila y con voces adicionales. Prestó su voz en algunas películas y otras series como Falcon Crest, MacGyver, La familia Hogan, Colombo, etc. También dobló a Roy Scheider en el papel del implacable asesino a sueldo de la mafia Jonathan Cohen, en el thriller de Eric Red Cohen y Tate (1988).
En 1991 debutó en la Zarzuela La gran sultana como protagonista y participa en otras dos, El Bateo y La Revoltosa. En 1992 Colomé ingresó en la Compañía Nacional de Teatro Clásico, dirigida por Adolfo Marsillach. Tras un rol de pícaro español bajo la dirección de Marsillach en La gran sultana, este le confió el papel de Comendador de Fuenteovejuna, un hombre déspota y tirano asesinado por un pueblo que asumía su responsabilidad ante los Reyes Católicos. Su papel en la obra coincidía con el registro más conocido del actor: personajes autoritarios, de carácter fuerte y que hacen notar su presencia a aquellos con los que se cruza. 
Marsillach decidió abandonar ese registro severo para la siguiente temporada, estrenando en el Teatro de la Comedia —ubicado en el centro de Madrid—, Don Gil de las calzas verdes, donde Colomé dio vida a un sirviente que ayudaba a su señora a hacerse pasar por hombre. Adriana Ozores le acompañó en una ocasión en la que el intérprete apartaba su repertorio más dramático para coquetear con la comedia.
Finalizado ese paréntesis, el actor encarnó en El médico de su honra a un Pedro I de Castilla, temeroso de perder su vida durante el transcurso de la Guerra de los Dos Pedros, y que se refugiaba durante una noche en un castillo donde reflexionaba sobre su vida. Su último trabajo para Marsillach fue otra obra de Calderón de la Barca, La vida es sueño, donde Colomé incorporó al Rey Basileo. Su experiencia en la Compañía Nacional de Teatro Clásico finalizaba con una obra cuyo registro cómico contrastaba con la severidad dramática de los dos montajes que le antecedían: El misántropo de Molière. Carlos Hipólito, Adriana Ozores y Antonio Vico le acompañaron en tal ocasión.
Ya desvinculado de la compañía de Marsillach, ese mismo año estrena en el CDN Eslavos, de Tony Kushner, dirigida por J. Lavelli y a continuación Colomé inició una colaboración estrecha con el realizador Juan Carlos Pérez de la Fuente. Así pues, en aquellos años al entrar en el Centro Dramático Nacional, dónde Colomé participó en  San Juan, de Max Aub, y donde coincidió con Juan José Otegui. Con este volvería a coincidir en dos piezas más. La primera, La fundación (1999), se basaba en un texto de Antonio Buero Vallejo que tuvo problemas con la censura franquista en 1974. En ella Colomé defendía el papel de Asier, un rebelde del Bando Nacional. Ginés García Millán, Joaquín Notario y Pepe Viyuela lo secundarón. El segundo proyecto con Otegui —y tercero con Pérez de la Fuente— fue La visita de la vieja dama —basada en una obra de Friedrich Dürrenmatt—, y en la que Colomé tuvo de compañeros de reparto a María Jesús Valdés, Joaquín Notario, Pepe Viyuela, Victoria Rodríguez y Raúl Fraire.
A pesar de su compromisos con las tablas, Héctor Colomé logró compaginar su trabajo en el escenario con algunas incursiones en el cine. En 1998 Antonio Mercero lo dirigió en la película La hora de los valientes donde dio vida a un falangista que al final de la guerra civil española fusilaba a un treintañero republicano que había salvado los cuadros del Museo del Prado de las bombas durante la contienda. Con Vicente Aranda trabaja en Libertarias, junto a Victoria Abril, Ana Belén y Miguel Bosé entre otros. A este título le siguió Juana La Loca de Vicente Aranda donde interpretó a un Fernando el Católico que no dudaba en apartar de la vida política a su hija —encerrándola en un castillo— en su propio beneficio, y sobre el que el actor y el director dirigía una mirada muy crítica. Aquellos años siguió compaginando su actividad teatral con sus papeles cinematográficos con el rodaje de la serie Policías, en el corazón de la calle, donde dio vida a Julio Cruz, un policía corrupto que se desvelaba como el villano de una de las tramas.
Finalizado el rodaje de la serie, ejecutó pequeños roles en La caja 507 y en El Lobo —donde Colomé se puso en la piel de un general franquista decidido a vengar la muerte de Carrero Blanco— hasta que el realizador Daniel Sánchez Arévalo (hijo de su pareja, la actriz Carmen Arévalo), requirió sus servicios para su cortometraje Física II que obtuvo más de 100 premios. En ella el intérprete debía prestar su cuerpo a Andrés, el portero de una finca que impedía a su hijo Jorge (Jorge Monje) estudiar con el objeto de que le sucediera en su trabajo, a quien a pesar del cariño que tenía por él palpable en los cumpleaños lo tenía subyugado hasta rebelarse. El corto se exhibió en diversos festivales con una buena acogida de la crítica como otros que rodó con el director como Profilaxis, donde intervenía como médico que diagnosticaba un cáncer de próstata a un paciente (Antonio de la Torre). Los cortos rodados permitieron al actor acceder a más papeles en el mundo del cine. Entre estos figuraba el dueño de un hotel en Obaba (2005) que tenía la costumbre de coleccionar lagartos y sobre el que pesaba la sospecha de haber vuelto loco a uno de sus amigos de infancia. 
Mientras tanto su carrera teatral prosiguió. En 2004 protagonizó Noche de reyes sin Shakespeare basada en una pieza de Adolfo Marsillach y cuya representación obedecía a la necesidad de rendir homenaje al malogrado director, actor y autor. Concluida la función, Colomé inició la gira de Eduardo III en 2005; año en el que el actor Colomé encabezó el plantel de la obra teatral Tirano Banderas, donde volvía a interpretar a un dictador.
El actor tuvo que compaginar la gira con la grabación de la serie Amar en tiempos revueltos, donde encarnó al empresario Fabián Robles, un hombre de mediana edad preocupado por el estallido de una posible revolución social y que tras haber cometido varias faltas en su vida —entre ellas cometer adulterio y alejar del entorno familiar a su nieto—, sufría un infarto cerebral que le dejaba incapacitado en una silla de ruedas, a la espera de ser operado por un médico centroeuropeo. 
Mientras la emisión de la serie continuaba, Colomé inició la gira de Filomena Marturano, donde interpretaba a Domenico, un «chulo» que se casaba engañado con una prostituta con la que había convivido (Filomena: Concha Velasco), y que a punto de conseguir la nulidad tiene noticia de una paternidad que le obliga a replantearse la vida de otra manera, y abandonar la pose autoritaria —que caracteriza a buena parte de los personajes interpretados por el actor— para abrirse al mundo. Lucío Romero, María Felices, Rafa Castejón, Alejandro Navamuel, Vicente Camacho y Daniel Huarte los acompañaron.
Colomé tuvo que suspender esporádicamente ambos trabajos para presentar en el Festival de Málaga la película AzulOscuroCasiNegro, donde retomó el papel de Física II, convertido, como Fabián Robles, en un inválido con pérdidas de memoria, y al que su hijo Jorge destinaba su vida. Una semana más tarde de que el filme ganase tres premios en el festival, Colomé recibió la noticia de que era candidato al premio de la Unión de Actores al mejor actor secundario de televisión (por su participación en la primera temporada de Amar en tiempos revueltos) junto a Pedro Casablanc y Pepe Viyuela, quien resultó escogido. Por su papel en AzulOscuroCasiNegro la Unión de Actores le volvió a dar una nueva candidatura como actor secundario de cine.
Días antes, Colomé empezó a rodar su primer largometraje como protagonista, Estirpe de tritones (Julio Suárez, 2007), un film que narra la historia de unos marineros de la Consejería de Marina de la Junta de Castilla y León que fueron enviados en submarino a una misión secreta a la guerra del Golfo, la cual fracasó y ahora, quince años después, son rescatados de su naufragio en el pacífico para acometer una misión aún más alocada en tierras americanas. Asimismo aceptó un papel en dos películas: Pudor (2007) y NO-DO (2007).
A comienzos de 2007 se hizo pública su segunda candidatura consecutiva a los premios de la Unión de Actores, esta vez en la categoría de cine a la vez que la obra Filomena Marturano llegaba a Madrid, la cual tuvo que compaginar con el rodaje en Barcelona de Bienvenido a Farewall-Gutman, en la que la muerte de un director de personal de una farmacéutica multinacional desencadena un conflicto de sucesión. Por esas misma fechas se presentaba en el Festival de Málaga otro corto de Daniel Sánchez Arévalo (Traumotología) y en el que volvía a coincidir con actores como Quim Gutiérrez, Raúl Arévalo, Javier Pereira, Jorge Monje, Natalia Mateo... En él encarnaba a un padre de familia que sufría un ataque al corazón el día de la boda de su hijo.  Asimismo trabajó de nuevo con Vicente Aranda en Canciones de amor en Lolita's Club, adaptación de la novela homónima de Juan Marsé. Ese verano empezó a emitirse su trabajo en la serie C.L.A. No somos ángeles junto a Mariano Alameda, entre otros. 
En 2013 volvió a trabajar con Sánchez Arévalo, su última colaboración con el director, en la película La gran familia española, comedia familiar acerca de una boda que transcurre durante la final del Mundial de fútbol de Sudáfrica. Al año siguiente interpretó al Dr. Ricarte en su última película, la cinta de terror zombi REC 4: Apocalipsis de Jaume Balagueró.
El actor falleció el 28 de febrero de 2015 en la clínica Ruber de Mirasierra (Madrid) a los 70 años de edad, como consecuencia de un cáncer de páncreas.

## Trayectoria

### Teatro
- Absalón (1983)
- La gran pirueta (1986)
- Cantando hago camino (1986)
- Dios está lejos (1987)
- Julio César
- El sueño de una noche de verano
- La dama boba
- ¡Sublime decisión!
- Anfitrión
- La gran sultana (1992)
- Fuenteovejuna (1993)
- Don Gil de las calzas verdes (1994)
- El médico de su honra (1994)
- La vida es sueño (1996)
- El misántropo (1996)
- Eslavos de Tony Kushner (CDN, 1997)
- San Juan de Max Aub (1998)
- La fundación (1999)
- La visita de la anciana dama (2000)
- Don Juan Tenorio (CDN y CNTC, 2001)
- Los puentes de Madison (2002)
- Noche de reyes sin Shakespeare (2004)
- Eduardo III (2005)
- Tirano Banderas (2005)
- Filomena Marturano (2006)
- Don Juan Tenorio (Alcalá de Henares, 2009)
- En el oscuro corazón del bosque (2009)
- Próspero sueña a Julieta (2010-2011)
- La loba (2012-2013)

### Cine
- REC 4: Apocalipsis (2014)
- La gran familia española (2013)
- Los días no vividos (2012)
- A puerta fría (2011)
- Lope (2010)
- Maktub (2009)
- Flores negras (2008)
- Limit of Control (2008)
- 25 kilates (2008)
- Canciones de amor en Lolita's Club (2007)
- Bienvenido a Farewell-Gutmann (2007)
- Pudor (2007)
- NO-DO (2007)
- Estirpe de tritones (2007)
- AzulOscuroCasiNegro (2006)
- Obaba (2005)
- El penalti más largo del mundo (2005)
- Fisica II (cortometraje) (2004)
- Reflejos (2004)
- El Lobo (2003)
- Atraco a las tres y media (2003)
- La caja 507 (2002)
- Juana la Loca (2001)
- La hora de los valientes (1998)
- Libertarias (1996)
- Caminos de tiza (1987)
- Redondela (1987)
- Dos locos en el aire (1976)

### Televisión
- El Príncipe (2014) (Capitular)
- Carta a Eva (2012)
- 14 de abril. La República (2011)
- Karabudjan (2010)
- Herederos (2008) (Capitular)
- 23-F: Historia de una traición (2008)
- 20-N: Los últimos días de Franco (2008)
- Hermanos y detectives (2008) (Capitular)
- Aída (2008) (Capitular)
- C.L.A. No somos ángeles (2007)
- Amar en tiempos revueltos (2005-2006)
- Luna negra (2003)
- Policías, en el corazón de la calle (2001)
- Petra Delicado (1999)
- Periodistas (1999)
- El súper (1996)
- Régimen abierto (1986)

### Doblaje
- Los Caballeros del Zodiaco (1990)
- David Selby en Falcon Crest (1989-1990)
- Llama el señor
- Roy Scheider en Cohen y Tate (1988)
- Sonny Landham en Encerrado (1989)
- Badja Djola en Un hombre inocente (1989)

## Premios y candidaturas

### Unión de Actores
- Candidato al mejor actor secundario de TV (2005, por Amar en tiempos revueltos)
- Candidato al premio de mejor actor secundario de cine (2006, por AzulOscuroCasiNegro)

- Premio mejor actor teatro clásico Almagro 1996
- Premio Camilo J. Cela Castilla-La Mancha
- Martín Fierro (Argentina por Adán y Eva)
- Martín Fierro (Argentina por Navidad sin nieve)